# 南霍蘭德 (伊利諾伊州)
南霍蘭德（英語：South Holland）是位於美國伊利諾伊州庫克縣的一個村落。

## 地理
南霍蘭德的座標為41°36′00″N 87°36′00″W / 41.60000°N 87.60000°W，而該地最高點為海拔高度183米（即600英尺）。

## 人口
根據2010年美國人口普查的數據，南霍蘭德的面積為18.79平方千米，當中陸地面積為18.75平方千米，而水域面積為0.04平方千米。當地共有人口22030人，而人口密度為每平方千米1,172人。